# نقار الزهر
نقار الزهر أو دَيْسُوم (الاسم العلمي: Dicaeum)، جنس طير من الجواثم وفصيلة نقارات الزهر. توجد في جنوب آسيا وأستراليا ومن شرق الهند إلى الفلبين ومن الجنوب إلى أستراليا. يرتبط هذا الجنس ارتباطًا وثيقًا بجنس منشاري الحافة ويشكل مجموعة أحادية اللون. ملجنها الحياتي جماعي، فهي تعيش في أفواج من ٣٠ إلى ٦٠ زوجًا. قوتها الحشرات ورحيق الأزهار وبعض البذور البرية. تدثّن أعشاشها في الأدغال. إناثها تحضن بمناوبة الذكر من ٣ إلى ٤ بيضات على مرتين في الحول.